# Johann Werfring
Johann Werfring (* 24. Juni 1962 in Sieggraben) ist ein österreichischer Historiker, Autor, Journalist, Kolumnist und Hochschullehrer.

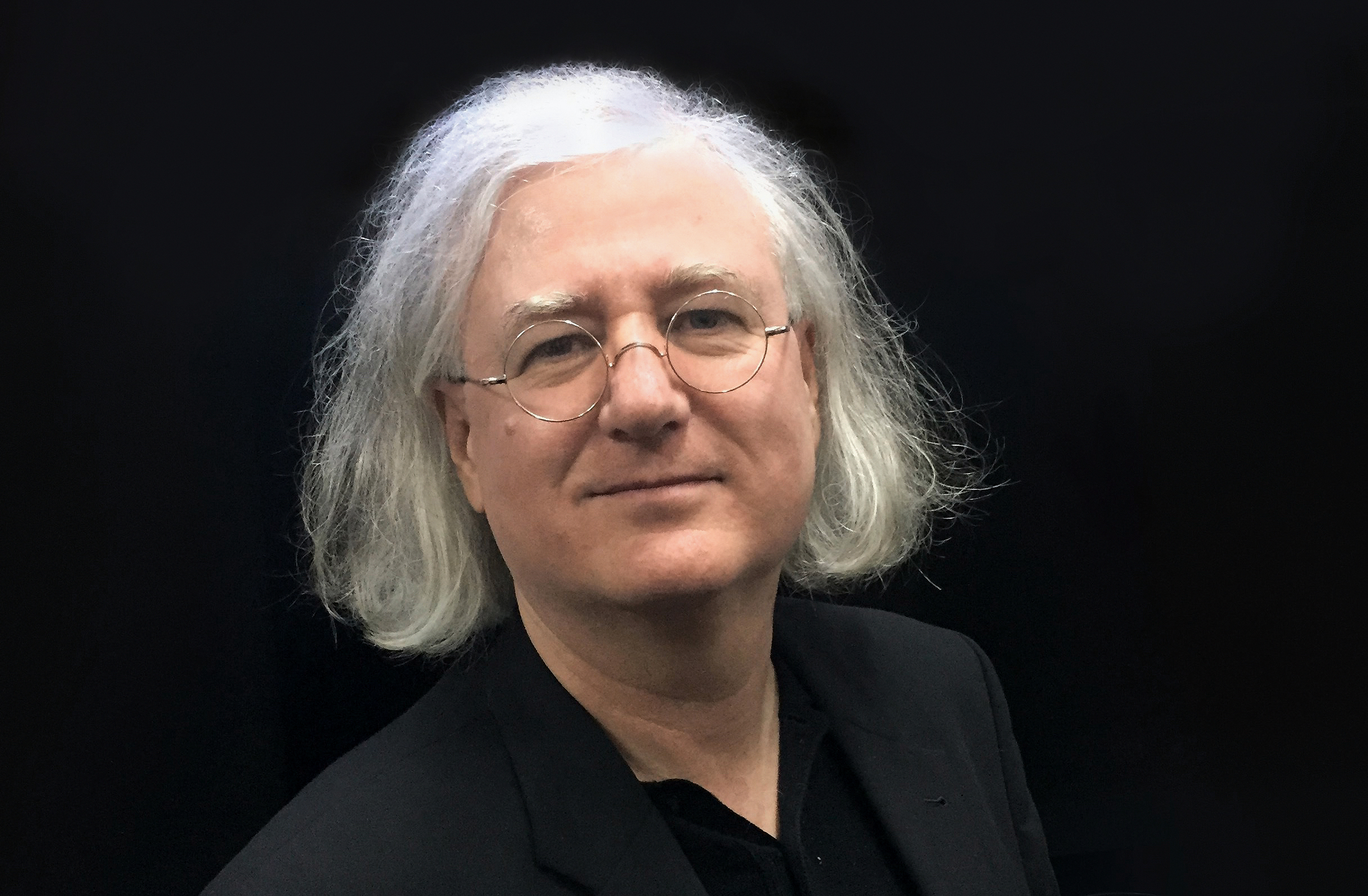
Johann Werfring

## Leben
Nach Besuch der Volksschule in Sieggraben und Absolvierung des Oberstufenrealgymnasiums in Eisenstadt im Jahr 1980 arbeitete Werfring mehrere Jahre in der sozialen Verwaltung, ehe er 1988 an der Universität Wien das Studium der Geschichte und Germanistik begann, das er 1996 als Magister der Philosophie abschloss. Nach Absolvierung des Unterrichtspraktikums für Geschichte und Sozialkunde sowie Deutsch an einem Wiener Gymnasium inskribierte er an der Universität Wien das Doktoratsstudium der Geschichte. 1999 wurde er zum Doktor der Philosophie promoviert.
Von 2001 bis 2023 war Werfring Kolumnist der Wiener Zeitung, wo er im Lauf der Jahre insgesamt vier wöchentlich erscheinende unterschiedliche Kolumnen verfasste. Über viele Jahre hinweg erschienen zugleich drei Kolumnen im Hauptteil sowie in den Beilagen der Wiener Zeitung. Außerdem war er bei der Wiener Zeitung Leiter der Weinsonderbeilagen. Seit 2006 ist er Mitarbeiter der österreichischen Wein-Zeitschrift Vinaria. 1986 begann er seine mittlerweile mehr als 35-jährige Tätigkeit als ehrenamtlicher Bewährungshelfer.
Seit Oktober 2000 ist Johann Werfring Lektor für Agrargeschichte an der Universität für Bodenkultur Wien. Er ist Verfasser von Publikationen zur Geschichte der Medizin, zur Stadtgeschichte Wiens sowie zur Kultur und Kulturgeschichte des Weins.

## Auszeichnungen
- 1999: Kardinal-Innitzer-Förderungspreis für Geisteswissenschaften
- 1999: Förderungspreis der Österreichischen Gesellschaft für Wissenschaftsgeschichte[1]

## Schriften (Auswahl)
- Die Ätiologie der Pest im Spiegel der Loimographie des 16. bis 18. Jahrhunderts. Universität Wien, Diplomarbeit, Wien 1996.
- Europäische Pestlazarette und deren Personal. Mit besonderer Berücksichtigung der Wiener Verhältnisse. Wien 1999.
- Der Ursprung der Pestilenz. Zur Ätiologie der Pest im loimographischen Diskurs der frühen Neuzeit. 2. Auflage, Edition Praesens, Wien 1999, ISBN 3-7069-0002-5.
- mit Viktor Siegl: Das österreichische Weinkochbuch. Christian Brandstätter Verlag, Wien 2009, ISBN 978-3-85033-210-1.
- Johann Karall. In: Manfried Welan, Gerhard Poschacher (Hrsg.): Von Figl bis Fischler. Bedeutende Absolventen der BOKU Wien. Leopold Stocker Verlag, Graz/Stuttgart 2005, ISBN 3-7020-1049-1, S. 90–94.
- Der Wein im Kochtopf. In: Johann Werfring, Viktor Siegl: Das österreichische Weinkochbuch. Christian Brandstätter Verlag, Wien 2009, ISBN 978-3-85033-210-1, S. 8–14.
- Kunst der Köche. Küche der Künstler. In: Natalia Weiss, Peter Bogner (Hrsg.): Das Künstlerhaus kocht! Bucher Verlag, Hohenems und Wien 2011, ISBN 978-3-900354-26-8, S. 8–11.
- De Consilio vinorum Austriae dialogus iucundus oder Ergötzliches Gespräch über die Verweinung Österreichs. In: Hannes Etzlstorfer, Matthias Pfaffenbichler, Christian Rapp und Franz Regner (Hrsg.): Brot & Wein. Katalog zur Niederösterreichischen Landesausstellung „Brot & Wein“ vom 27. April bis 3. November 2013. Schallaburg 2013, S. 236–239.
- Die sogenannten Südbahnweine und ihr Gebiet. In: Gerhard Artl, Roman Hans Gröger, Gerhard H. Gürtlich (Hrsg.): Zug um Zug. 160 Jahre Südbahn Wien-Triest. 2. Auflage,  Holzhausen, Wien 2018, ISBN 978-3-903207-22-6, S. 51–76.
- mit Juliane Fischer, Fritz Gillinger et al.: Genussguide Burgenland. Edition LW Media, Krems 2019, ISBN 978-3-9504718-1-6.
- Wine customs and folk culture. In: Willi Klinger, Karl Vocelka (Hrsg.): Wine in Austria. The History. Christian Brandstätter Verlag, Wien 2019, ISBN 978-3-7106-0404-1, S. 398–408.
- Der Aufschwung des österreichischen Rotweins. In: Willi Klinger, Karl Vocelka (Hrsg.): Wein in Österreich. Die Geschichte. Christian Brandstätter Verlag, 2. Auflage, Wien 2020, ISBN 978-3-7106-0350-1, S. 325–334.
- Weinbräuche in Österreich. edition lex liszt 12, Oberwart 2021, ISBN 978-3-99016-178-4.
- Der Weinbaupionier Anton Kollwentz. Die Geschichte einer burgenländischen Winzerdynastie. edition lex liszt 12, Oberwart 2021, ISBN 978-3-99016-179-1.
- (Hrsg.): Die österreichischen Traditionsweingüter. Festschrift zum 30-jährigen Gründungsjubiläum. Bundesverband Österreichische Traditionsweingüter, Krems 2022, ISBN 9783200085916.
- Die Bauernsprache der Sieggrabener. edition lex liszt 12, Oberwart 2022, ISBN 978-3-99016-222-4.